# 20 lat idziemy drogą tradycji
20 lat idziemy drogą tradycji – szesnasty album polskiego street punkowego zespołu The Analogs. Wydana w 2015 roku przez wydawnictwo Lou&Rocked Boys.
Na płycie znalazły się ponownie nagrane „najlepsze” utwory z 20-letniej historii zespołu. Kryterium była reakcja ludzi na koncertach – wybrane zostały utwory, przy których ludzie reagują najbardziej żywiołowo.
Nadzór nad brzmieniem płyty pełnił Konrad Wojda z zespołu Farben Lehre, który wystąpił również gościnnie w kilku kawałkach.

## Lista utworów
1. Oi!Młodzież
2. Sprzedana
3. Blask Szminki
4. Pieśń Aniołów
5. Co Warte Jest Życie
6. Max Schmeling
7. Latarnia
8. Szczecin
9. Pył Do Pyłu
10. Na Serca Mego Dnie
11. Te Chłopaki
12. Daleko Od Domu
13. Era Techno
14. Nastoletni Produkt
15. Wszystko To Co Mamy
16. Poza Prawem
17. Cena Za Życie
18. Dzieciaki Atakujące Policję
19. Ostatnia Noc
20. Pożegnanie